# Robert Funk
Robert Walter Funk (18 luglio 1926 – 3 settembre 2005) è stato un biblista statunitense, cofondatore del Jesus Seminar e del Westar Institute.

## Opere (elenco parziale)
- Christopher Isherwood : a reference guide, Boston, G. K. Hall, 1979.
- Parables and presence : forms of the New Testament tradition, Philadelphia, Fortress Press, 1982.
- The poetics of biblical narrative, Sonoma (CA), Polebridge press, 1988.
- The parables of Jesus : red letter edition, coautori Bernard Brandon Scott e James R. Butts, Sonoma (CA), Polebridge press, 1988.
- Jesus as precursor, edizione riveduta, Sonoma (CA), Polebridge, 1994.
- New Gospel parallels, Santa Rosa (CA), Polebridge press, 1995.
- Honest to Jesus : Jesus for a new millennium. San Francisco, HarperSanFrancisco, 1996.
- The acts of Jesus : the search for the authentic deeds of Jesus, Sonoma (CA), Polebridge press - San Francisco, Harper, 1998.
- The once and future Jesus : the Jesus seminar, [Funk et al.], Santa Rosa (CA), Polebridge press, 2000.
- A credible Jesus : fragments of a vision, Santa Rosa (CA), Polebridge press, 2002